# Зеббудж
Зеббудж — одне з найстаріших міст на Мальті.

## Історія
Назва міста з мальтійської перекладається як «оливка». Назва походить від плантацій оливкових дерев, що в давнину були на місці сьогоднішньої церкви. 1777 року місто здобуло титул Città Rohan (місто Роганів) на честь великого магістра незалежного Мальтійського ордена Емануїла де Рогана-Полдо. З цієї нагоди жителі спорудили пам'ятну арку «Il-Bieb il-Ġdid» (Нова брама) при в'їзді до міста, яка й досі нагадує про надання Зеббуджу міських прав.
За часів госпітальєрів Зеббудж поряд з Валлеттою та Мдіною був одним з найважливіших міст Мальти.

## Археологія
Зеббудж, як і Мальта загалом, багатий на археологічні пам'ятки. Не випадково один з доісторичних періодів названо ім'ям цього міста, оскільки неподалік від міста в урочищі Та' Трапна було знайдено вироби з каменю, оброблені невідомим на час розкопок способом. Пізніші знахідки цього періоду класифікувалися як приналежні до періоду Зеббудж. Також біля Зеббуджа було знайдено декілька пунічних та фінікійських поховань.

## Відомі люди
Письменник Франс Саммут та скульптор Антоніо Шортіно народилися в місті.